# Jagdpanther

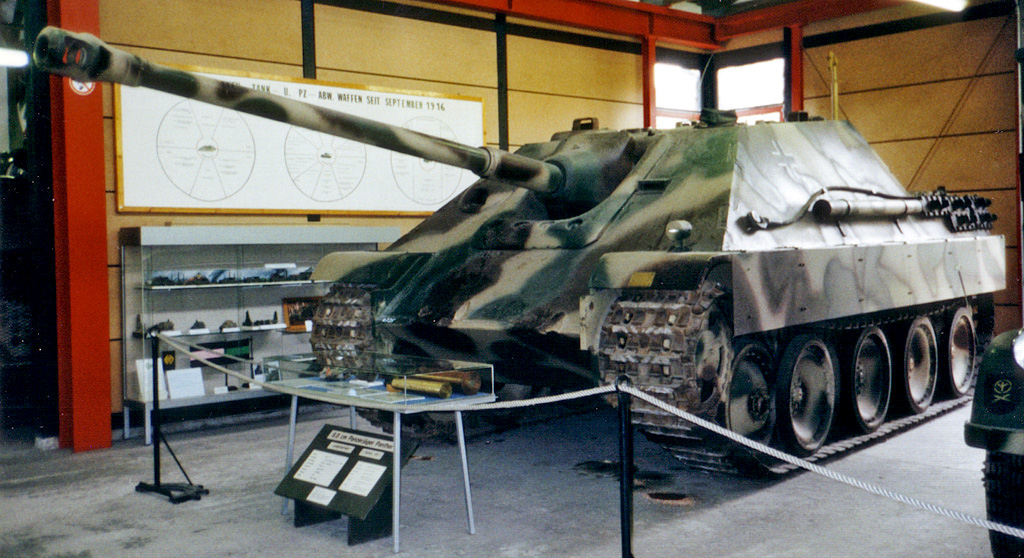
Ягдпантера

«Ягдпантера» (нім. Jagdpanther; Sd. Kfz. 173) — важка по масі німецька самохідна артилерійська установка (САУ) класу винищувачів танків часів Другої світової війни.
«Ягдпантера» сконструйована на базі танка «Пантера» PzKpfw V Ausf. G і має компонування, близьку до компонування радянської ПТ-САУ СУ-85 (низький корпус досконалої конфігурації). Для важкої машини «Ягдпантера» володіла хорошою швидкістю і прохідністю. З іншого боку, самоходка успадкувала від базової машини ряд недоліків, в першу чергу невисоку механічну надійність і відносно тонку бортову броню.
З жовтня 1943 заводами MIAG (Брауншвейг), MNH (Ганновер), MBA (Потсдам) вироблено 413 «Ягдпантер» (з січня 1944 по 1945 рік — 392).
За відомчим рубрикатором міністерства озброєнь Німеччини самоходка позначалася як Sd.Kfz. 173 Panzerjäger V Jagdpanther. З жовтня по 29 листопада 1943 називалася Panzerjäger 8,8 cm auf Panther I.

## Серійне виробництво
Серійний випуск «Ягдпантери» налагодили на заводі MIAG в Брауншвейгу. Перші «Ягдпантери» навряд чи можна назвати серійними, так як місячний випуск склав усього кілька машин. У березні 1944 року випустили всього 8 машин. Виробництво відставало від графіка в 2-3 рази. В результаті червневого нальоту союзників завод серйозно постраждав і випустив того місяця всього 6 «Ягдпантери». У жовтні завод MIAG піддався нової атаки з повітря, наслідком чого жовтневий випуск склав всього 8 «Ягдпантери». Все це змусило Waffen Amt залучити до випуску «Ягдпантери» нових виробників. Вибір був зроблений на користь фірми MNH (Maschinenfabrik Niedersachsen) з Ганновера, яка до того часу брала участь у випуску «Пантер». Фірма MNH випустила в листопаді 1944 року 20 «Ягдпантери» і ще 14 в грудні. До випуску також залучили завод MBA (Maschinenfabrik Bahnbedarf) в Потсдамі. Перші «Ягдпантери» в MBA випустили в грудні 1944 року. Сам MBA «Пантери» не випускав, але був субпідрядником фірми «Даймлер-Бенц».
У січні 1945 місячний випуск склав MIAG — 35 машин, MNH — 35 машин, MBA — 2 машини.
Незважаючи на бомбардування і нестачу робочих рук, Департамент озброєнь планував збільшити випуск «Ягдпантери» — в лютому планувалося випустити 70 машин (на ділі випустили тільки 42 машини), а до червня 1945 довести місячний випуск до 100 машин.
Головним постачальником «Ягдпантери» повинен був стати завод MIAG — 60 машин щомісяця, а MNH і MBA — по 20 машин.
Гармати 8,8 cm Pak 43/3 L/71 виготовляли заводи фірми Dortmund-Hoerder-Huettenverein AG в Лібштадте і Дортмунді. Корпуси збирала фірма Brandenburger Eisenwerke GmbH з Бранденбурга.

## Модифікації
Протягом всього процесу виробництва, в конструкцію «Ягдпантери» вносилися такі зміни: були прибрані пістолетні порти; доданий гранатомет Nahverteidigungswaffe для ближнього бою, встановлений на даху; видалений лівий перископ водія; додані кронштейни на люку, що забезпечував доступ до двигуна; перенесений на інше місце домкрат; додані труби охолодження двигуна; ствол гармати став складатися з двох частин, що спрощувало процедуру його заміни; доданий циммерит; посилена амбразура кріплення гармати; доданий броньований захист вихлопних труб; перенесенно ящик кріплення ЗІП з борту на задню частину рубки.
- Перша модифікація — це ранні машини, що мали монолітний ствол гармати Pak 43/2, маску, приварену до лобовій броні і два перископа в механіка-водія.
- Друга модифікація — гармата Pak 43/3 і один перископ в механіка-водія.
- Третя модифікація — нова маска гармати, кріпиться болтами, надмоторнаа бронеплита від танка PzKpfw V Ausf. G та інші дрібні відмінності.

«Ягдпантери» серійно випускалася в двох модифікаціях, що відрізнялися деталями установки гармати (гармата стала складатися з двох частин) і маски.

## Де можна побачити
У наші дні в різних музеях експонується 10 «Ягдпантер»:
- Франція — Musée des Blindé в Сомюре.
- Велика Британія — Імперський військовий музей в Лондоні.
- Німеччина — Sinsheim Auto & Technik Museum Sinsheim, Panzermuseum Munster.
- Швейцарія — в танковому музеї в місті Туні.
- США — у музеї Абердинського полігону.
- Росія — Бронетанковий музей в Кубинці.

## В комп'ютерних іграх
«Ягдпантера» фігурує у великій кількості комп'ютерних ігор різноманітних жанрів — в симуляторах бронетанкової та авіатехніки (як мета), стратегіях реального часу. За своїм бронюванню та озброєнню її подання в грі є одним з найпотужніших ігрових юнітів, що певною мірою відповідає дійсності.
«Ягдпантеру» можна побачити в стратегіях реального часу «Бліцкриг» і «Sudden Strike» («Протистояння»). Варто відзначити, що відображення особливостей використання винищувачів танків у цих іграх далеко від реальності. Найбільш достовірно цей важкий винищувач танків відображений в іграх «Друга світова» і «Company of Heroes».
«Ягдпантеру» також можна побачити в MMO-грі World of Tanks.